# Florena Budwin
Florena Budwin (aprox. 1844-25 de enero de 1865) fue una mujer soldado que disfrazada de hombre sirvió en el Ejército de la Unión en una unidad no identificada de Filadelfia, Pensilvania. Se alistó con su marido, quién era un capitán de artillería en la Guerra Civil, para estar con él y murió de neumonía. Está enterrada en el Florence National Cemetery, la primera mujer soldado en recibir tal honor.

## Últimos días
En algún momento después de febrero de 1864, fue capturada y confinada en el campo de concentración confederado para prisioneros de guerra de Andersonville, notoriamente brutal y recientemente creado. Algunos informes indican que su marido fue muerto en Andersonville por un guardia de la prisión. Sin embargo, Budwin declaró que su marido murió en batalla, después de lo cual ella fue capturada. Un soldado que la vio allí (Samuel Elliott, 7.º Penna. Reserves) la describió como "una mujer bastante por encima de la altura media, quemada por el sol, con largo y desaliñado cabello. Su ropa consistía en una camisa gris áspera, un par de pantalones del ejército desgastados, y lo que una vez fue una gorra militar". Permaneció en Andersonville hasta que fue amenazado por fuerzas de la Unión, y entonces fue transferida con otros al Florence Stockade en Florence, Carolina del Sur en otoño. Allí, atendió a prisioneros enfermos hasta que ella misma enfermó con neumonía en invierno; cuando el Dr. Josephus le prestó atención médica descubrió su verdadero género, después de lo cual Budwin recibió un tratamiento especial, incluyendo donaciones de alimentos, ropa de mujeres locales, y su cuarto propio. Aun así, murió poco después a la edad de veinte años el 25 de enero de 1865, menos de un mes antes de que los prisioneros de la Unión enfermos fueran liberados por la Confederación. La decisión de Budwin de mantener en secreto su identidad femenina en prisión probablemente le costó la vida y sus razones para hacerlo son desconocidas. De hecho, tampoco se sabe apenas nada sobre su servicio militar excepto su tiempo de confinamiento. Florena Budwin tal vez ni siquiera sea su nombre real.
Unos 16 000 prisioneros de la Unión aproximadamente permanecieron cautivos en la Florence Prison Stockade entre septiembre de 1864 y febrero de 1865. En aquel corto periodo de tiempo, 2322 prisioneros murieron de desnutrición y enfermedad. El dueño de una plantación adyacente a la prisión permitió que los muertos fueran enterrados en zanjas cavadas en su propiedad. Esta área fue más tarde establecida como el Florence  National Cemetery. Una lápida sencilla de mármol con el nombre Florena y la fecha de su muerte la testimonian como la primera mujer en ser enterrada oficialmente en un cementerio nacional.